# Gundapura, Malavalli
Gundapura là một làng thuộc tehsil Malavalli, huyện Mandya, bang Karnataka, Ấn Độ.